# Georg Schönberger
Georg Schönberger (21 de diciembre de 1911 - 20 de noviembre de 1943) fue un Obersturmbannführer de las Waffen-SS, que fue galardonado con la Cruz de Caballero de la Cruz de Hierro, entre otras condecoraciones. Intervino en la invasión a Grecia y más tarde en la de Ucrania.

## Trayectoria
Durante la Operación Marita Schönberger estaba al mando del Batallón Sturmgeschütz de la LSSAH.
Más tarde fue puesto al mando del I Batallón del 1.er Regimiento Panzer SS. Fue durante su mando del 1.er Regimiento Panzer SS donde murió en acción, a causa de metralla de artillería, el 20 de noviembre de 1943 luchando en la ciudad de Zhytomyr. Posteriormente fue galardonado a título póstumo con la Cruz de Caballero de la Cruz de Hierro, en diciembre de 1943.

## Mandos
- 1.er Batallón LSSAH de batería Stug 1940 (SS-Hauptsturmführer)
- 1.er Batallón Panzer SS LSSAH 1942 (SS-Sturmbannführer)
- 1.er Regimiento Panzer SS LSSAH 14/10/1942 - 20/11/1943 (SS-Obersturmbannführer)[3]